# Comuna Pobiedne, Djankoi
Pobiedne (în ucraineană Побєдне) este o comună în raionul Djankoi, Republica Autonomă Crimeea, Ucraina, formată din satele Nove Jîttea, Pobiedne (reședința) și Tarasivka.

## Demografie
Componența lingvistică a comunei Pobiedne
     Rusă (60,64%)
     Ucraineană (21,58%)
     Tătară crimeeană (16,5%)
     Alte limbi (0,39%)
Conform recensământului din 2001, majoritatea populației comunei Pobiedne era vorbitoare de rusă (60,64%), existând în minoritate și vorbitori de ucraineană (21,58%) și tătară crimeeană (16,5%).